# Ho Kam-ming
Ho Kam-ming (Macao, Imperio portugués, 12 de diciembre de 1925 - Toronto, 9 de abril de 2020) fue un artemarcialista canadiense nacido en Macao. Fue uno de los estudiantes del profesor de artes marciales Ip Man en la disciplina de Wing Chun.

## Biografía
Ho nació en Macao en 1925. Cuando tenía treinta años, comenzó a aprender Wing Chun y se convirtió en el estudiante formal de Ip Man. En las memorias de Ip Ching, My Father Ip Man, Ho fue descrito como uno de los "excelentes discípulos" de Ip Man. Fue cultivado por Ip Man, más tarde, heredó el deseo de Ip de desarrollar más el Wing Chun.
En 1960, regresó a Macao y abrió la primera escuela de Wing Chun allí.
Emigró a Canadá en 1990. Se estableció en Toronto, donde fundó la Asociación Mundial de Ho Kam Ming Wing Chun y todavía era profesor activo. Desde 2011, también comenzó a enseñar Wing Chun en Zhuhai.
Fue uno de los pocos hombres que aprendió el sistema completo de Ip Man, la mayoría de los practicantes notables de Wing Chun en Macao fueron sus estudiantes. Sus estudiantes notables incluyen: Augustine Fong (Fong Chi-wing), fundador de la Federación Wing Chun Gung Fu de Fong; Randy Williams, fundador de Close Range Combat Academy; y Lui Ming-fai (雷明輝).

## Muerte
El 9 de abril de 2020, Ho Kam-ming murió de COVID-19 causado por el virus del SARS-CoV-2 durante la pandemia de enfermedad por coronavirus, en Toronto, a la edad de 95 años.